# Bengt Burg
Bengt Burg (født 13. november 1945 i Stockholm, død 14. april 2023) var en dansk tv- og radiovært, der fra 1989 til 2000 var vært i Lykkehjulet på TV 2.

## Karriere
Bengt Burg var uddannet i en købmandsbutik og blev student fra Statens- og Hovedstadskommunernes Studenterkursus i 1967.[kilde mangler] Efter endt studium på CBS i 1978 og Københavns Universitet i 1983, blev han i 1984 ansat ved Danmarks Radio som udsendelsesleder. I sin studietid var Burg lærervikar i folkeskolen. Han modtog flere legater, bl.a. det italienske statslegat, der gjorde det muligt at studere litteratur og økonomi på Universitetet i Torino i 1980-81.
I 1988 blev Burg kåret som Danmarks populæreste radiovært. I 1989 var han kort vært på Eleva2ren og Antikrunden. Han var i 11 år vært på Lykkehjulet, den danske udgave af det amerikanske quizprogram Wheel of Fortune, på TV2. Nordisk Film i Valby producerede mere end 3500 afsnit, og serien er stadig det mest sete tv-quizprogram i Danmark. Han blev i 2000 fyret fra TV2 og Nordisk Film.
I 2005 blev han ansat som journalist og radiovært på Jyske Vestkystens Radio Victor i Kolding og Esbjerg og VLR i Vejle sideløbende med privat virksomhed. Han var med i ét afsnit af TV3-programmet De Fantastiske 5 – I den gode sags tjeneste, sendt 24. april 2006.

## Privatliv
Burg var frem til 2000 gift med Mimi Jakobsen og blev gift med Bente Askjær i 2010. Han havde sønnen Rasmus Burg, der er it-chef og tv-tilrettelægger. Han har også en datter Anne-Louise Haagh